# Ducato di Sorrento
Il Ducato di Sorrento fu un antico Stato dell'Italia meridionale, con capitale Sorrento, il cui territorio comprendeva la zona della penisola sorrentina.

## Storia
Costituito nel VII secolo come feudo del Ducato di Napoli, all'epoca ancora parte dell'Impero bizantino; successivamente Napoli si rese de facto autonoma da Bisanzio, e nel IX secolo Sorrento a sua volta guadagnò l'indipendenza de facto da Napoli; entrambe rimasero nominalmente province bizantine.
La sua storia fu segnata da continue guerre con gli Stati vicini, come i longobardi di Sicardo di Benevento, a un cui assedio riuscì a resistere nell'839 grazie anche all'appoggio dei napoletani, o la Repubblica di Amalfi, il cui conte Marino fu sconfitto via mare nell'890 e costretto ad abbandonare la politica. Sorrento dovette peraltro allearsi con la rivale nelle numerose leghe delle città campane contro i temuti saraceni, che sconfisse nelle battaglie di Licosa e Ostia.
I governanti non erano principi assoluti né ereditari, bensì eletti dal popolo; l'imperatore bizantino li onorava di titoli come consoli, ipati e patrizi, che avevano però valore soltanto nominale. Tra i pochi duchi di cui ci è giunta notizia figura un tale Giovanni col titolo di Dux et consul nel 933.
La crisi ebbe inizio nel 1040, quando il potere fu preso dal principe di Salerno Guaimario IV, che affidò la città al fratello Guido di Sorrento; nel 1072 il ducato passò al duca di Napoli Sergio V, per poi ritornare in mani longobarde con Gisulfo II di Salerno. Quando questi fu sconfitto dal normanno Roberto il Guiscardo nel 1077,  Salerno cadde e con essa anche Sorrento entrò nell'orbita normanna: l'indipendenza sarà definitivamente persa nel 1137, quando il ducato sarà inglobato nel Regno di Sicilia.